# 大嶋英一
大嶋 英一（おおしま えいいち、1951年2月11日 - ）は、日本の外交官。2012年（平成24年）1月17日から2014年（平成26年）まで、フィジー駐箚特命全権大使。

## 経歴・人物
千葉県出身。東京都立日比谷高等学校を経て東京大学理学部物理学科卒業後、1978年（昭和53年）東京大学大学院理学系研究科物理学専攻修士課程を修了して、外務省に入省した。東京大学理学修士。1979年在香港日本国総領事館領事官補。中国語研修を受けたチャイナ・スクール。
1990年（平成2年）在香港日本国総領事館領事。1996年（平成8年）東宮侍従、1998年（平成10年）外務省大臣官房国内広報課長。
国際連合日本政府代表部公使、在フィリピン日本国大使館首席公使兼マニラ総領事、在大韓民国日本国大使館公使、神戸大学大学院国際協力研究科国際協力政策専攻教授、2010年（平成22年）4月、香港領事などを経て、2012年（平成24年）1月17日から2014年（平成26年）3月まで、フィジー駐箚特命全権大使。キリバス、ツバル、ナウル、バヌアツ駐箚を兼務。2014年（平成26年）4月から玉川大学観光学部観光学科教授。

## 同期
- 宮家邦彦（キヤノングローバル戦略研究所研究主幹、立命館大学客員教授）
- 新井勉（13年駐カメルーン大使）
- 小井沼紀芳（13年駐ザンビア大使）
- 辻優（13年駐オランダ大使・12年駐クロアチア大使）
- 水上正史（12年駐アルゼンチン大使・10年外務省中南米局長）
- 菅沼健一（12年駐ブルネイ大使・09年駐ジュネーブ日本政府代表部大使）
- 猪俣弘司（13年駐パキスタン大使・10年駐サンフランシスコ総領事）
- 貝谷俊男（13年駐グルジア大使）
- 二石昌人（13年駐ブルキナファソ大使）
- 篠原守（13年駐コスタリカ大使）
- 岡田憲治（16年駐ベネズエラ大使）
- 松富重夫（14年駐イスラエル大使・12年外務省国際情報統括官・10年外務省中東アフリカ局長）
- 梅田邦夫（14年駐ブラジル大使）
- 草賀純男（13年ニューヨーク総領事）
- 軽部洋（16年駐コンゴ民主共和国大使）
- 小川和也（18年駐アルジェリア大使）